# Gailhard III de Durfort
Gailhard III de Durfort (ou Gaillard) est un noble gascon de la maison de Durfort mort en 1422. Seigneur de Duras, Blanquefort et Villandraut, il exerce pour le roi d'Angleterre la charge de sénéchal de Gascogne de 1399 à 1415.

## Biographie
Gailhard est le fils aîné de Gailhard II de Durfort et d’Éléonore de Périgord, ou de Marguerite de Caumont,,. Il succède à son père après sa mort, survenue en 1356. Le roi d'Angleterre lui confirme les donations des seigneuries de Blanquefort, d’Eyzines, de Bruges, de cinq paroisses sur la ville de Sainte-Foy-la-Grande, des bastides de Beaumont, Molières, Miramont, Castelsagrat, etc. et de fortes sommes d'argent.
Fidèle à l'Angleterre (Froissart le qualifie de « un des plus vaillants, des plus hauts et des plus puissants barons de la Gascogne »), il rend hommage en juillet 1364 au prince de Galles (Édouard de Woodstock, le Prince Noir) dans la cathédrale de Bordeaux pour ses seigneuries à Blanquefort et Duras, puis à nouveau en 1371.
En août 1377, l'armée française envoyée par Charles V en Guyenne et commandée par le duc Louis d'Anjou et le connétable du Guesclin fait le siège de son château de Duras. Une contre-offensive de 300 hommes commandée par le sénéchal de Gascogne Thomas Felton se heurte aux Français près d'Eymet le 1er septembre 1377 ; Gailhard, Thomas Felton, les seigneurs de Rauzan, de Mussidan et de Langoiran y sont capturés. Dans la version française de l'affaire, le duc d'Anjou libère les quatre seigneurs gascons contre la promesse de rejoindre le parti du roi de France ; tous acceptent, mais Gailhard et le seigneur de Rauzan ne tiennent pas parole, donnant motif à l'armée française pour ravager plusieurs villes de l'Entre-deux-Mers (Castillon, Saint-Macaire, Sainte-Bazeille, Monségur, Auberoche) et pour remettre le siège au château de Duras du 18 au 24 octobre 1377, qui est pris, pillé et incendié.
Un soutien financier est attribué à Gailhard par les autorités anglaises à Bordeaux, et en 1378 on lui confie la prévôté de Bayonne.
Gailhard de Durfort est nommé sénéchal de Gascogne en 1399, et assume cette charge jusqu'en 1415.
Il meurt en 1422.

## Descendance
Gailhard épouse en août 1390 Jeanne de Lomagne (fille d'Odet, seigneur de Fimarcon et de Catherine de Ventadour), qui meurt après septembre 1435. Le couple a deux fils, :
- Jean-Gailhard de Durfort, qui mourra jeune après avoir eu Gaillard IV de Durfort de sa femme Judith de La Lande, fille du baron de La Lande,
- Médard de Durfort.